# Красненькая (Тамбовская область)
Красненькая — деревня в  Тамбовском районе Тамбовской области России. Входит в Донской сельсовет. 

## География
Находится на северной границе города Тамбова, примыкая к Октябрьскому внутригородскому району и имея общую границу с ним. В деревне 25 улиц.

## История
Деревня раньше называлась Красная слобода и относилась к приходу Архангельской церкви города Тамбова.
В 2021 году из состава деревни Красненькой в состав посёлка Первомайский был включён микрорайон Майский. Это было обосновано тем, что жители Майского поддержали, а жители основной части Красненькой не поддержали переподчинение Тамбову их домов.  После этого в конце 2021 года посёлок Первомайский с прилегающими землями (и микрорайоном Майским) и был включён в состав городского округа города Тамбова, тогда как деревня Красненькая осталась в составе Донского сельсовета Тамбовского района.

## Население
| 1979 | 2002  | 2010  | 2021  |
| ---- | ----- | ----- | ----- |
| 5346 | ↘4625 | ↗4908 | ↗6633 |

Согласно результатам переписи 2002 года, в национальной структуре населения русские составляли 98 % от жителей.